# CMB Televisión
CMB Televisión es un canal de televisión de señal abierta y señal cerrada colombiano de índole religioso que predica la teología o evangelio de la prosperidad, propiedad del Centro Misionero Bethesda desde su fundación en 2004.

## Historia
CMB Televisión nació como parte del proyecto del Centro Misionero en los medios de comunicación, ya que disponía de dos programas en radio que provenían de la Cadena Radial Auténtica (Buenos días, Señor Jesús y Cadena de amor), los cuales se empezaron a emitir el 20 de octubre de 1996, en Canal Uno de Inravisión (actualmente RTVC Sistema de Medios Públicos).
En agosto de 2003, el canal comenzó a emitirse desde el satélite New Skies.
Desde el 1 de enero de 2004, transmite en la frecuencia 49 de la banda UHF para Bogotá.

## Programación
La programación del canal es de índole religioso y sus producciones son tanto propias del Centro Misionero Bethesda como de otros ministerios.
Además, cada domingo se transmiten en vivo los cultos en Bogotá desde la Iglesia del Millón de Almas, la sede más grande del Centro Misionero Bethesda.